# Maurice Fontaine (biologiste)
Pour les articles homonymes, voir Maurice Fontaine et Fontaine.
Maurice Alfred Fontaine (né le 28 octobre 1904 à Savigny-sur-Orge, en Seine-et-Oise et mort le 14 juillet 2009 dans le 5e arrondissement de Paris) est un éminent biologiste français.

## Biographie
Fils d’Émile Fontaine, instituteur, et de son épouse Léa Vadier, il fait ses études au lycée Henri-IV puis à la faculté de sciences et de pharmacie de Paris, avant de passer son doctorat ès sciences biologiques en 1930. L’année suivante, il est préparateur, puis assistant (1932) à la Sorbonne. En 1935 il est chargé de recherches à la Caisse nationale des sciences. Démobilisé à la défaite de 1940 en tant que pharmacien, il devient en 1941 chef de travaux à la Sorbonne, chargé du cours de physiologie comparée à la Faculté des sciences de Paris et maître de conférences à la Faculté de pharmacie de Paris. Il se spécialise dans l’étude des hormones et des influx nerveux chez les poissons, ce qui le rapproche de l’océanographie dont il fait son champ d'études. Il est parmi les premiers à préconiser, pour « éviter de vider l’océan de ses ressources halieutiques », le passage de la pêche à l’aquaculture, « équivalent du passage, à terre, de la chasse et de la cueillette à l’agriculture, il y a déjà des millénaires ».
En 1943, il devient professeur au Muséum national d'histoire naturelle, établissement dont il sera le directeur de 1966 à 1970.
En 1946, il est directeur de laboratoire à l’École pratique des hautes études, IIIe section.
En 1955, il est professeur à l’Institut océanographique de Paris, établissement dont il sera le directeur de 1957 à 1968 et de 1975 à 1984.
En 1962, il est nommé président du COMEXO (Comité pour l'exploitation des océans) à la suite de Louis Fage. Lorsque le Institut français de recherche pour l'exploitation de la mer (CNEXO) est créé en 1967, il est le premier président de son Conseil scientifique et technique. Par la suite, il tiendra la fonction de Haut Conseiller scientifique du CNEXO.
Élu membre de l’Académie des sciences le 25 février 1957 (section de biologie intégrative), il en sera le Président pendant les années 1975 et 1976. Élu membre de l'Académie d'agriculture de France en 1958 (section des sciences de la vie). Admis en 1958 comme membre associé de l'Académie nationale de pharmacie. Élu membre de l'Académie nationale de médecine le 19 avril 1966 (3e division : Sciences biologiques et pharmaceutiques - section des sciences pharmaceutiques).
Il aura été également président de la Commission de physiologie du Comité national du CNRS, président de la Société européenne d'endocrinologie comparée, de la Société d'éco-physiologie, de la Société de biologie, du Comité national français des sciences physiologiques.

## Famille
Maurice Fontaine s'est marié le 2 août 1928 avec Yvonne Broca (1904-1996), professeur de lettres classiques.
Leur fils Yves-Alain Fontaine, né le 6 octobre 1931 à Paris, a pris la succession paternelle en 1976 comme professeur titulaire de la Chaire de Physiologie générale et comparée au Muséum. Yves-Alain Fontaine, devenu professeur honoraire au Muséum, a publié deux ouvrages : L'Évolution sentimentale (1996)  et Les Anguilles et les Hommes : Les incertitudes de l'adaptation (2001).
Les deux professeurs, père et fils, sont réputés non seulement pour leur culture encyclopédique dépassant de loin les limites de leur discipline, mais aussi pour leur humour parfois caustique, qui a contribué au succès de leur enseignement et de leurs ouvrages.

## Décoration
- Commandeur de la Légion d'honneur

## Travaux scientifiques
Les travaux scientifiques de Maurice Fontaine ont été consacrés à la physiologie comparée, l’éco-physiologie, l’océanographie biologique.
Il poursuit des recherches sur la biologie de certaines espèces aquatiques (la lamproie marine, l'anguille, le saumon en particulier).
Les Cyclostomes et les Poissons constituèrent pour Maurice Fontaine un domaine d'exploration privilégié, lui permettant d'aborder de grandes questions de physiologie fondamentale : le milieu intérieur, les régulations osmotique et thermique, l'endocrinologie, l'hibernation, le déterminisme du comportement migratoire.
Maurice Fontaine a créé le terme de « molysmologie marine » pour désigner une science nouvelle : l’étude des pollutions marines liées aux activités humaines. À partir de là, en réponse aux scientifiques américains (notamment Andrew Rewkin) qui avaient proposé d'appeler la période géologique actuelle « Anthropocène » ("âge de l'Homme", terme qu'il jugeait excessivement narcissique), Maurice Fontaine proposa d'appeler l'ère commencée en 1957 (débuts de la conquête spatiale) « Cosmozoïque » ("vie dans l'Espace", moins pour Laïka ou les cosmonautes, que pour les micro-organismes extrémophiles involontairement exportés avec nos engins spatiaux) et la période actuelle « Molysmocène » ("âge de la pollution", parce que les paléontologues du futur, s'il y en a, découvriront peu de restes humains fossilisés, mais énormément de déchets).

## Publications
Il publia deux principaux ouvrages, La vitamine B2 en 1943, et Physiologie dans l'Encyclopédie de la Pléiade en 1969.
Dans les années 1970, il assura la direction de l'édition française de l'encyclopédie zoologique de Bernhard Grzimek, Le Monde animal en 13 volumes.
En 1999, il raconta son parcours scientifique dans l'ouvrage Rencontres insolites d'un biologiste autour du monde.